# Kawasaki
|  | Aquest article tracta sobre la ciutat de Kawasaki. Vegeu-ne altres significats a «Kawasaki (desambiguació)». |

Kawasaki (川崎市, Kawasaki-shi) és una ciutat i municipi del Japó situada a la prefectura de Kanagawa. Kawasaki està situada a la desembocadura del riu Tama. Entre Tòquio i Yokohama, està a l'orient de la badia de Tòquio i és el centre de l'àrea industrial de Keihin, formant part de l'àrea metropolitana de la capital nipona. La seva part occidental està composta per barris que serveixen d'allotjament per a una part de la mà d'obra que diàriament es trasllada a Tòquio per motius laborals. La ciutat fou fundada l'1 de juliol de 1924 i nomenada l'1 d'abril de 1972 com a Ordenança governamental.
Des d'aquesta ciutat arranca un túnel-pont que travessa la Badia de Tòquio, connectant Kawasaki amb la ciutat de Kisarazu a la prefectura de Chiba.

## Geografia
La ciutat de Kawasaki es troba localitzada a la vora dreta del riu Tama, que flueix cap a la badia de Tòquio per a morir allà. La ciutat limita, com si es tractara d'una línia prima, amb Tòquio al nord-est i amb Yokohama al sud-oest. Kawasaki fa de punt de conneixió entre les dues grans metròpolis i forma part de l'àrea metropolitana de Tòquio o "gran Tòquio", una de les àrees més densament populoses de tot el món.
La part oriental de la ciutat que fa costa amb la badia de Tòquio és una zona industrial densament poblada, formant part de l'amalgama Keihin. En canvi, els districtes occidentals de Kawasaki localitzats als pujols de Tama, són principalment ciutats dormitoris dels treballadors de Tòquio i Yokohama.
Al nord-est, Kawasaki limita amb els districtes especials de Ōta i Setagaya mentres que al nord-oest ho fa amb els municipis de Komae, Chōfu, Machida, Inagi i Tama, tots ells a Tòquio. La frontera meridional de la ciutat limita només amb la ciutat de Yokohama i, en concret, amb els districtes de Tsurumi, Kōhoku, Tsuzuki i Aoba. Després de la construcció i finalització el desembre de 1997 de l'Aqua-Line Badia de Tòquio, la ciutat de Kisarazu, localitzada a l'altra banda de la badia de Tòquio, a la prefectura de Chiba, fa frontera amb Kawasaki.
Dos rius passen pel terme municipal de Kawasaki. El primer, el riu Tama, que conflueix amb els seus tributaris Misawa, Yamashita, Gotanda, Nikaryō i Hirase i el segon, el riu Tsurumi amb els seus afluents Katahira, Asao, Shinpukuji, Arima, E, Shibu i Yabumi. La regió costera de la ciutat té una xarxa de canals navegables. A més, també existeix en la regió interior de la ciutat el Nikaryō Yōsui, un històric canal de regadiu.

### Districtes
En ser Kawasaki una ciutat d'una considerable grandària així com una ciutat designada, per llei té dret a tindre una sèrie de divisions per sota de l'ajuntament anomenades districtes. Kawasaki té 7 districtes (区, ku). Els noms dels districtes són seguits pel sufix ku en japonés.
| Nom      | Japonès | Superficie (km²) | Població (2021) | Densitat (h/km²) | Creació |
| -------- | ------- | ---------------- | --------------- | ---------------- | ------- |
| Asao     | 麻生区  | 23,25            | 181.396         | 7.802            | 1982    |
| Kawasaki | 川崎区  | 39,53            | 232.372         | 5.878            | 1972    |
| Miyamae  | 宮前区  | 18,61            | 234.308         | 12.590           | 1972    |
| Nakahara | 中原区  | 14,74            | 265.061         | 17.982           | 1972    |
| Saiwai   | 幸区    | 10,01            | 171.072         | 17.090           | 1972    |
| Takatsu  | 高津区  | 16,36            | 234.863         | 14.356           | 1982    |
| Tama     | 多摩区  | 20,50            | 223.251         | 10.890           | 1972    |
| Kawasaki | 川崎市  | 143,01           | 1.542.323       | 10.785           | 1889    |

## Administració

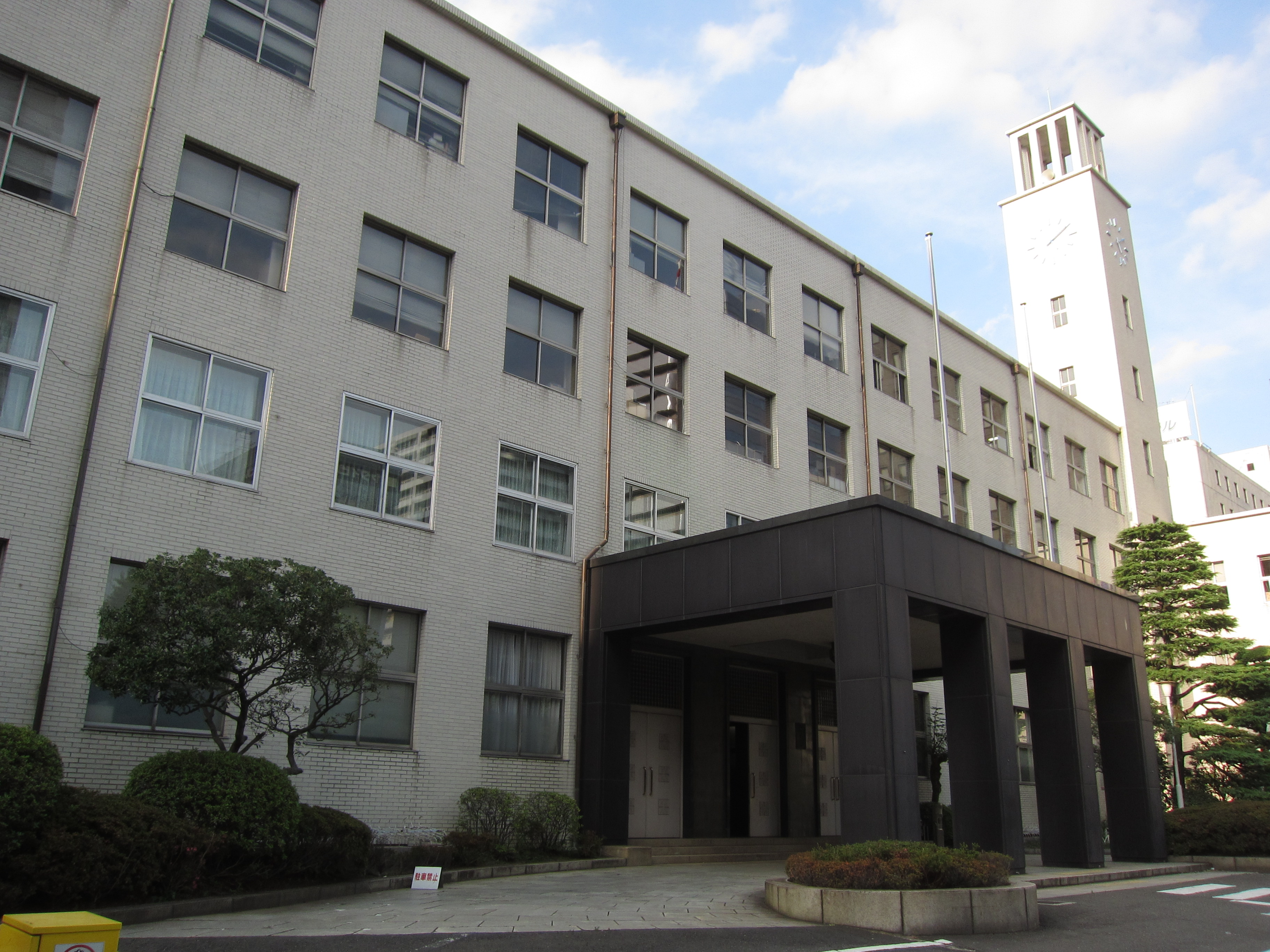
Ajuntament de Kawasaki

### Alcaldes
| Alcalde            | Inici del mandat | Fi del mandat | Partit | Partit |
| Daisuke Ishii      | 18/10/1924       | 11/03/1929    |        | Ind    |
| Kahei Shundō       | 02/03/1929       | 11/11/1930    |        | Ind    |
| Bunsuke Kudara     | 22/08/1931       | 27/06/1932    |        | Ind    |
| Shigeharu Nakaya   | 13/08/1932       | 27/03/1935    |        | Ind    |
| Ichirō Shibatsuji  | 14/09/1935       | 13/09/1939    |        | Ind    |
| Hachirō Murai      | 13/05/1940       | 12/05/1944    |        | Ind    |
| Kiyō Eba           | 23/05/1944       | 10/06/1946    |        | ASI    |
| Fujitarō Kanasashi | 01/08/1946       | 29/04/1971    |        | Ind    |
| Saburō Itō         | 30/04/1971       | 10/10/1989    |        | Ind    |
| Kiyoshi Takahashi  | 20/11/1989       | 19/11/2001    |        | Ind    |
| Takao Abe          | 19/11/2001       | 18/11/2013    |        | Ind    |
| Norihiko Fukuda    | 19/11/2013       | -             |        | PD     |

## Demografia
| 1920      | 1930      | 1940      | 1950      | 1960    | 1970    | 1980      |
| --------- | --------- | --------- | --------- | ------- | ------- | --------- |
| n/a       | n/a       | 300.777   | 319.226   | 632.975 | 973.497 | 1.040.802 |
| 1990      | 2000      | 2010      | 2020      | 2030    | 2040    | 2050      |
| 1.173.603 | 1.249.905 | 1.425.678 | 1.539.522 | -       | -       | -         |

## Agermanaments
- Rijeka, Primorje-Gorski Kotar, Croàcia. (23 de juny de 1977)
- Baltimore, Maryland, EUA. (14 de juny de 1979)
- Shenyang, província de Liaoning, RPX. (18 d'agost de 1981)
- Wollongong, Nova Gal·les del Sud, Austràlia. (18 de maig de 1988)
- Sheffield, Anglaterra, Regne Unit. (30 de juliol de 1990)
- Salzburg, Salzburg, Àustria. (17 d'abril de 1992)
- Lübeck, Slesvig-Holstein, Alemanya. (12 de maig de 1992)
- Naka-Shibetsu, Hokkaidō, Japó. (9 de juliol de 1992)
- Fujimi, prefectura de Nagano, Japó. (22 d'abril de 1993)
- Port de Da Nang, Vietnam. (24 de gener de 1994)
- Naha, prefectura d'Okinawa, Japó. (20 de maig de 1996)
- Bucheon, Corea del Sud. (21 d'octubre de 1996)

## Personatges il·lustres
- Takayuki Morimoto, futbolista.